# Уншлихт, Иосиф Станиславович
Ио́сиф (Юзеф) Станисла́вович У́ншлихт (19 [31] декабря 1879, Млава, Плоцкая губерния, Российская империя — 29 июля 1938, полигон «Коммунарка», Московская область, РСФСР, СССР) — партийный деятель СДКПиЛ и ВКП(б), один из создателей советских органов государственной безопасности.

## Биография
Родился 19 декабря 1879 года в Млаве (ныне в Польше) в еврейской мещанской семье. Образование получил на Высших технических курсах в Варшаве, электротехник. В 1900 году вступил в ряды Социал-демократии Королевства Польского и Литвы (СДКПиЛ), которая в 1906 вошла в РСДРП, большевик. До Октябрьской революции подвергался шесть раз арестам, провёл много лет в застенках царских тюрем и сибирской ссылке.
В апреле 1917 года — член Петроградского совета.
В октябре 1917 года — член Петроградского военно-революционного комитета.
В ноябре 1917 года избран членом Всероссийского учредительного собрания.
В 1917—1918 годах — член коллегии Наркомата внутренних дел РСФСР.
В начале 1918 года воевал с немцами под Псковом.
В апреле 1918 года — январе 1919 года председатель Центральной коллегии по делам пленных и беженцев.
С февраля 1919 года — нарком по военным делам Литовско-Белорусской ССР, член Президиума ЦК КП Литвы и Белоруссии.
В апреле 1919 года — заместитель председателя Совета обороны Литовско-Белорусской ССР.
Во время войны с Польшей был членом Реввоенсовета 16-й армии и Западного фронта и входил в состав Революционного комитета Польши.
С апреля 1921 года — заместитель председателя ВЧК—ГПУ (преемник И. К. Ксенофонтова), по его предложению было создано специальное бюро по ведению активной разведки — дезинформации противника. Руководил высылкой врачей, профессоров и других представителей интеллигенции (на посту зампреда ГПУ его сменил Менжинский).
С августа 1923 года — член РВС СССР и начальник снабжения РККА.
В феврале 1925 года — июне 1930 года — заместитель председателя РВС СССР и заместитель наркома по военным и морским делам СССР. Одновременно с января 1927 — председатель ОСОАВИАХИМа СССР.
С 1929 г. — заместитель председателя ВСНХ СССР по военной промышленности.

С 1930 г. — заместитель председателя Госплана СССР по военной промышленности.

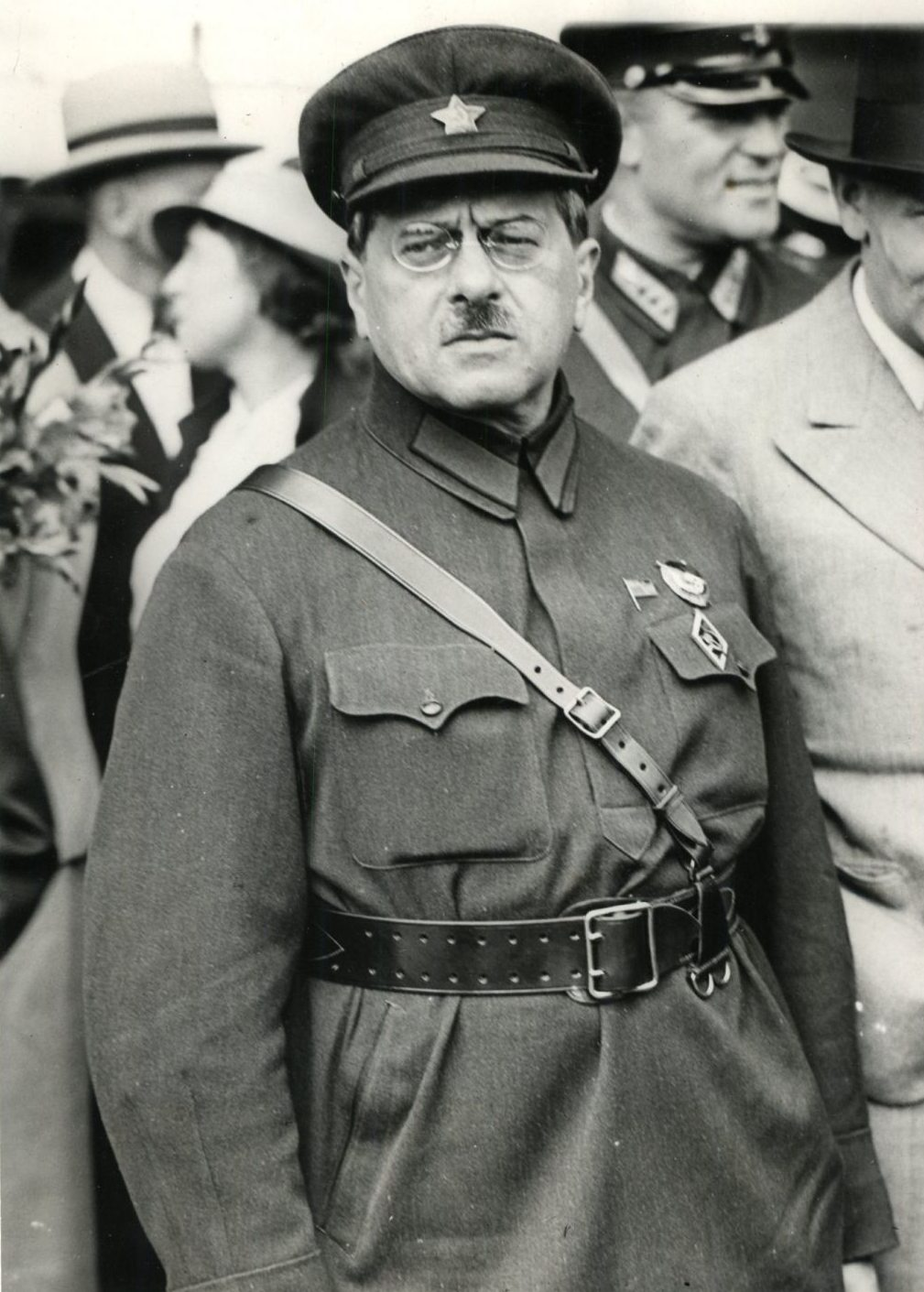
Начальник Главного управления Гражданского воздушного флота (1935)

В 1933—1935 годах — начальник Главного управления Гражданского воздушного флота при СНК СССР.
В феврале 1935 года был исполняющим обязанности секретаря Союзного Совета ЦИК СССР.
В 1924—1925 годах — член Центральной ревизионной комиссии РКП (б). С 1925 — кандидат в члены ЦК ВКП (б). Член Президиума ЦИК СССР.
11 июня 1937 года арестован, обвинён в принадлежности к «диверсионно-шпионской сети польской разведки в СССР», существовавшей в виде так называемой «Польской организации войсковой».
28 июля 1938 года Военной коллегией Верховного суда СССР приговорён к расстрелу. Расстрелян 29 июля 1938 года. Всё обвинение Уншлихта было построено на самооговоре. Однако, будучи вызванным на Военную коллегию Верховного суда СССР, он заявил, что «в организации „ПОВ“ никогда не состоял и все эти показания дал исключительно потому, что не мог переносить длительных допросов.
Во время допроса прокурором Союза ССР он ничего не заявил о своей непричастности к контрреволюционной организации потому что во время этого допроса присутствовало несколько человек уполномоченных НКВД, при которых опасался отказываться от прежних своих показаний, а потому и перед прокурором Союза подтвердил все свои прежние показания». (Дело Уншлихта, т. I, л. д. 103.) Несмотря на абсурдность выдвинутых обвинений и его категорический отказ в суде от всех показаний, данных им в результате избиения, Военная коллегия приговорила его к высшей мере наказания. Всё судебное разбирательство по делу происходило в течение 20 минут.
В 1956 году посмертно реабилитирован и восстановлен в партии.

## Семья
Сестра — Софья (Зося) Станиславовна Осинская (1882—1937), расстреляна.
Сестра — Стефания Станиславовна Уншлихт (в замужестве Брун, 1888—1947), представитель компартии Польши в ИККИ, жена Юлиана Бруна.
Жена — Стефания Арнольдовна Уншлихт (1880—1947), в 1938—1943 отбывала срок в ИТЛ.
Сын — Казимир (1909—1929), погиб (утонул в Москве-реке; для его праха скульптор И. Д. Шадр изваял мраморную урну «Скорбь»; копия урны находится в закрытом колумбарии Донского кладбища).

## Награды
- Орден Красного Знамени (1928).

## Память
- Дальневосточная краевая школа гражданских пилотов им. И. С. Уншлихта Осоавиахима в Хабаровске, основана 25 февраля 1931 года.
  - С 1 мая 1934 года на её базе открылся Хабаровский краевой аэроклуб им. Лётчиков-Героев спасания челюскинцев ДОСААФ России, работает до сих пор.
- В довоенное время имя Уншлихта носило Тамбовское Краснознамённое военно-пехотное училище им. товарищей Ашенбреннера и Уншлихта.
- Именем Уншлихта названа улица в городе Нижний Новгород.
- Мемориальная доска на доме 41/29 в Басковом пер. в Санкт-Петербурге.[12]